# Virtualiteit (informatica)
Virtualiteit is het schijnbaar bestaan in de reële wereld, maar niet tastbaar bestaand.
In de informatica wordt de term virtueel gebruikt voor verschillende zaken:
- de nabootsing van een hardware-omgeving, bijvoorbeeld virtuele machine, virtueel geheugen
- de nabootsing van een fysieke omgeving op een computer of internet, bijvoorbeeld een virtuele omgeving, virtueel landschap, virtueel museum of virtuele gemeenschap
- het object-georiënteerd programmeren; ieder object heeft zijn eigen variabelen, functies en procedures die elk geprogrammeerd kunnen worden. Voordeel van deze virtuele opzet is dat objecten zowel abstract als concreet kunnen zijn, waardoor de vrijheid van het programmeren is toegenomen. Overigens worden alleen die eigenschappen van objecten geprogrammeerd die nodig zijn voor het goed verlopen van een bepaald programma.